# Phoradendron ramiae
Phoradendron ramiae är en sandelträdsväxtart som beskrevs av C.T. Rizzini. Phoradendron ramiae ingår i släktet Phoradendron och familjen sandelträdsväxter. Inga underarter finns listade i Catalogue of Life.